# Аденуга, Майк
Майк Аденуга (англ. Mike Adenuga; род. 29 апреля 1953, Ибадан) — нигерийский бизнесмен-миллиардер и третий самый богатый человек в Африке. Его компания Globacom Limited является вторым по величине оператором связи в Нигерии, а также имеет присутствие в Гане и Бенине. Владеет долями в Equitorial Trust Bank и нефтяной компании Conoil.
Forbes оценил размер его состояния в 6,2 млрд долларов США по состоянию на май 2021 года.

## Ранний период жизни
Его отец, Майкл Агболаде Аденуга-старший, был школьным учителем, а его мать, Джулиана Ойиндамола Аденуга из Иджебу-Игбо была бизнесвумен королевского происхождения иджебу. Относится к народу йоруба.
Получил среднее образование в школе в Ибадане, штат Ойо и в школе в Айеторо, где получил аттестат о среднем образовании. Работал таксистом, чтобы оплатить своё университетское образование. Окончил Северо-Западный государственный университет Оклахомы и Университет Пейс в Нью-Йорке, получив степень в области делового администрирования.

## Карьера
Заработал свой первый миллион в 1979 году в возрасте 26 лет, продавая кружева и распространяя безалкогольные напитки. В 1990 году получил лицензию на бурение, а в 1991 году его компания Consolidated Oil обнаружила нефть на мелководье юго-западного штата Ондо.
В 1999 году ему выдали лицензию GSM. После того, как лицензия была отозвана, он получил вторую, когда правительство провело ещё один аукцион в 2003 году.
В августе 2007 года был назван Африканским предпринимателем года на первой церемонии вручения премии African Telecoms Awards (ATA).
В мае 2015 года сделал предложение о поглощении ивуарийского оператора мобильной связи Comium Côte d’Ivoire за 600 миллионов долларов США.
4 августа 2023 года провел переговоры с президентом Нигерии Болой Тинубу в Абудже, где они обсудили возможность развития экономики Нигерии.

## Награждения
В 2012 году правительство Нигерии назначило его Великим командором Ордена Нигера.
Занимает должность вождя племени иджебу.
В 2018 году президент Франции Эмманюэль Макрон наградил его Орденом Почётного легиона.
В 2019 году назван одним из 100 самых влиятельных африканцев по версии журнала New African.